# Jomud
Vous lisez un « bon article » labellisé en 2016.
Le Jomud, ou Iomud, est une race chevaline originaire du Turkménistan, descendante du Turkoman et proche du cheval arabe. Il est l'une des deux grandes races de chevaux de ce pays, avec l'Akhal-Teké, nettement plus populaire que lui. Traditionnellement élevé par la tribu du même nom, le Jomud se raréfie au cours du XXe siècle. Des mesures de conservation sont mises en place en 1983, alors qu'il ne reste plus que 616 animaux de race pure. 
Le Jomud est plus petit et plus compact que l'Akhal-Teké. Il présente souvent une robe grise et un pas rapide. Apte à l'équitation, ce cheval oriental est réputé pour sa résistance aux rudes conditions du désert, ce qui le rend performant en course de vitesse et de fond. Les mesures de conservation ont permis de nettement redresser les effectifs de la race, qui est désormais considérée comme hors de menace par la FAO.

## Terminologie
La race est connue sous une grande variété de noms. Jomud est le nom francophone retenu par L'encyclopédie mondiale des chevaux de Gianni Ravazzi et George Siméon (2010). Yomood est le nom international de référence retenu par la FAO, dans sa base de données officielle DAD-IS. On trouve aussi les dénominations Iomud en anglais et en français,, Jomut, ou encore Yomud au Turkménistan, Iomudskaya en russe et Yamud ou « Turkoman perse » en iranien. Il arrive que ce cheval soit simplement nommé « Turc ».

## Histoire

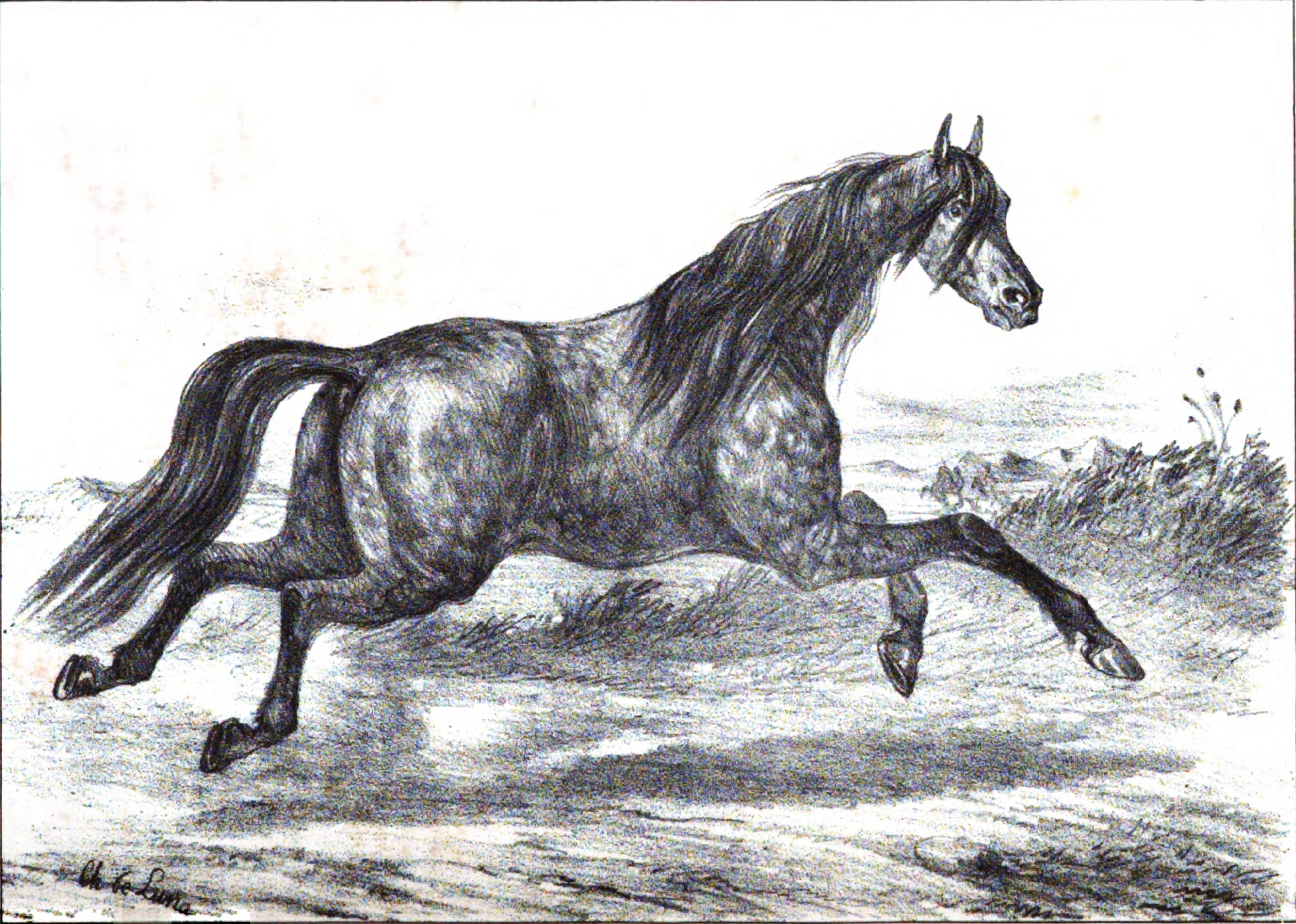
« Race chevaline turque » vue par F. Joseph Cardini, 1848.

Le Jomud est un cheval de selle léger, élevé au Turkménistan. C'est une race très ancienne, présumée descendante du Turkoman,, ou cheval turkmène. Une autre influence vraisemblable est celle de la lignée des chevaux arabes de course Muniqi.
Le Jomud est élevé par la tribu turkmène des Yomut, dans l'oasis de Tashauz, au nord du Turkménistan. Pendant le XIVe siècle, des chevaux arabes l'influencent : l'histoire veut qu'environ 5 000 juments arabes aient traversé le Turkestan sous le règne de Tamerlan, influençant la race de façon irréversible. Depuis cette époque, trois types se distinguent chez le Jomud.
Au cours des siècles, il reçoit de multiples influences de chevaux des steppes venus du Kazakhstan, de chevaux mongols, du cheval Kazakh, du Turkoman, et plus récemment de l'Akhal-Teké. Les Yomut estiment que les premières traces connues de cette race remontent à 400 ans. L'élevage du Jomud fait longtemps la fierté et la réputation du Turkménistan. En Iran, le « Yamut » est réputé descendre de chevaux de races Turkoman et Karabaïr.
À la fin du XIXe siècle, d'après Charles Marvin, les chevaux de la tribu des Yomut sont seconds en réputation derrière ceux de la tribu des Tékés. En 1925, l'ouverture d'un hippodrome à Achgabat motive l'entraînement de représentants de la race pour les courses, mais cela cesse en raison des difficultés rencontrées pour transporter les jeunes chevaux à travers le désert du Karakoum. Il faut attendre la création du haras de Tashauz pour que des courses de Jomud soient réorganisées. En 1926, les Tabounes turkmènes comptent des juments orientales nobles, mais aussi des animaux de type kazakh ou mongol. Jusqu'aux années 1980, la race connaît un important déclin. En 1980, les chiffres de 964 chevaux appartenant à la race, dont 616 en race pure et 140 femelles aptes à se reproduire, sont transmis à la FAO,.
Dans le but de préserver le Jomud de la disparition, des haras sont créés au Turkménistan en 1983, et se donnent pour mission la constitution d'un noyau d'élevage de 240 à 250 juments, à partir des 140 femelles retrouvées. Un élevage à but conservatoire a également été établi dans le district d'Etrek, au Turkménistan. Les effectifs se sont depuis nettement redressés.

## Description

### Taille
La hauteur au garrot va de 1,44 m à 1,54 m, (1,45 m à 1,55 m selon Gianni Ravazzi), ce qui en fait un cheval de taille plutôt réduite. Les mesures moyennes réalisées pour la FAO en 1989 donnent 1,52 m pour les mâles et 1,49 m pour les femelles. Les mesures précises donnent une longueur de corps de 1,51 m, un tour de poitrine de 1,68 m, et un tour de canon de 19 cm chez les mâles ; pour les femelles, ces mesures sont respectivement de 1,49 m, 1,50 m, 1,67 m et 18,3 cm. 

### Morphologie
L'aspect général est meso-dolichomorphe. Le Jomud est un cheval assez compact, qui ressemble à l'Akhal-Teké et à l'Arabe. La race se révèle parfois morphologiquement plus proche de l'Arabe que de l'Akhal-Teké, tout en étant plus petite, moins élancée, plus grossière et plus près de terre que ce dernier,. 

#### Tête
La tête est large et bien découpée. D'après l'étude de l'université d'Oklahoma, elle est légère, fine, au profil rectiligne ou légèrement convexe, souvent avec un nez romain (bout de nez convexe). D'après l'auteure tchèque Helena Kholová, le profil est plutôt concave, la tête étant plus longue que celle de l'Akhal-Teké. Les yeux sont grands,. La tête se rattache avec un angle pouvant montrer le mitbah, c'est-à-dire par une courbe arquée, comme chez le cheval arabe. Le port de tête est moins haut que chez l'Akhal-Teké. 

#### Corps et membres
L’encolure est moyenne à longue, assez épaisse. Les épaules sont inclinées, la poitrine profonde et le garrot moyennement à bien saillant. Le dos est long et droit, habituellement avec une légère dépression vers le garrot. Le ventre est rentré et la croupe est inclinée. Les jambes sont musclées, dures et fines, avec des jointures propres, les tendons sont clairement définis et forts, les sabots bien formés, dotés d'une corne dure, plutôt grands. La peau est fine, les crins sont clairsemés et soyeux. Le poil, fin, ras en été, pousse long et dense à l'approche de la mauvaise saison.

### Robe
La robe est généralement grise, plus rarement alezane ou baie,,. Le noir est plus rare. Toutes les couleurs franches sont admises. La race peut éventuellement présenter le reflet doré propre aux chevaux d'Asie centrale,,.

### Allures
Les actions sont douces, et les allures élastiques. La race est d'ailleurs réputée pour son pas rapide. Le Jomud a fait l'objet d'une étude visant à déterminer la présence de la mutation du gène DMRT3 à l'origine des allures supplémentaire : cette étude a permis de confirmer la présence de cette mutation à une rare fréquence et l'absence de mention de chevaux ambleurs chez le Jomud.

### Tempérament et entretien
Il se révèle patient et énergique, réputé pour son endurance et sa résistance aux rudes conditions de vie du désert, qui lui permet de ne craindre ni les fortes chaleurs ni le froid,,. Il en résulte une grande résistance à la soif. Il est plus vigoureux que l'Akhal-Teké, mais aussi moins rapide. Il est habituellement élevé en hardes en semi-liberté dans les zones désertiques et semi-désertiques. C'est un cheval à la santé solide, qui vit vieux.

### Types
La race existe en trois types. Le premier est influencé par l'Akhal-Teké, et présente une plus grande taille. Le second est croisé avec le Pur-sang. Le dernier, plus petit avec des jambes plus courtes, est plus rare. Il montre l'influence du cheval mongol.

## Utilisations
Ce cheval de selle est apte à l'équitation, et parfois utilisé au trait léger, bien que cela ne soit pas sa spécialité. Son endurance, combinée à ses capacités naturelles de saut et à son aptitude à courir sur une longue distance, en font un cheval intéressant pour le concours complet d'équitation,, et bien évidemment pour les compétitions d'endurance, où il pourrait rencontrer un grand succès. 
En 1935, une course montée entre Achgabat et Moscou a vu deux Jomud, Parakahat et Karakum, s'adjuger les deuxième et troisième places derrière un Akhal-Teké, révélant les prédispositions de la race pour la course de fond en terrain désertique. Ses performances ont été enregistrées : le mile (1 600 m) a été couvert en 1,52 min ; 45 km en 1 heure 39, et 4 300 km en 84 jours, sur des terrains difficiles. Ces performances font de la race une proche rivale de l'Akhal-Teké.
Le Jomud est aussi un excellent cheval de tourisme équestre, que Gianni Ravazzi classe parmi les meilleurs du monde.
Le Jomud a contribué significativement à la formation de la race du Lokai au Tadjikistan,, et à celle de l'Adaev. C'est aussi une bonne monture de cavalerie légère.

## Diffusion de l'élevage
Le Jomud est originaire de la province de Daşoguz, au Turkménistan, et se trouve dans toutes les zones désertiques du Turkestan, sa zone d'élevage étant la même que celle de l'Akhal-Teké. Considéré comme rare, il forme une race très méconnue au niveau international,, notamment d'après l'ouvrage Equine Science (4e édition de 2012).
Le nombre de chevaux présents en Iran, où une race étroitement apparentée est nommée « Yamud », n'est pas connu. Le dernier relevé de la population turkmène a été effectué en 1990, peu avant la chute de l'Union soviétique, alors que la race était en conservation. Les effectifs se sont alors nettement redressés, avec 6 304 têtes, dont 227 étalons et 2 248 femelles aptes à se reproduire. De ce fait, l'évaluation de la FAO réalisée en 2007 considère que la race n'est pas menacée. L'étude de l'université d'Uppsala (2010) considère elle aussi le « Yomood » comme une race locale asiatique qui n'est pas menacée. Le programme de conservation est toujours actif (2010).